# Аналялява (окръг)
Окръг Аналялява (на малгашки: Analalava) е окръг в Мадагаскар, провинция Махадзанга, регион Суфиа. Населението на окръга през 2011 година е 140 867 души. Площта му е 4380 km². Административен център е град Аналялява.

## Административно деление
Окръгът се състои от 13 общини (каоминини):
- Амбалиха
- Амбулюбузу
- Аналялява
- Анджибавунцуна
- Анкарами
- Антунибе
- Махаджуджука
- Марумандиа
- Марувантаза
- Маруватулена
- Северна Бефутака
- Южна Ангуака
- Южно Амбаридзеби